# Cucçac de Cabardés
Cucçac de Cabardés (en francès Cuxac-Cabardès) és un municipi de França de la regió d'Occitània, al departament de l'Aude.